# سزار گاوریا
سزار آگوستو گاوریا (به انگلیسی: César Augusto Gaviria)؛ (زاده ۳۱ مارس ۱۹۴۷)، یک اقتصاددان و سیاستمدار کلمبیایی است که از سال ۱۹۹۰ تا ۱۹۹۴ رئیس‌جمهور کلمبیا بود. وی از ۱۹۹۴ تا ۲۰۰۴، دبیرکل سازمان کشورهای آمریکایی و از ۲۰۰۵ تا ۲۰۰۹ مدیر ملی حزب لیبرال کلمبیا بود.